# Kościół św. Tekli w Wilczynie
Kościół świętej Tekli – rzymskokatolicki kościół parafialny należący do parafii św. Urszuli w Wilczynie (dekanat kleczewski archidiecezji gnieźnieńskiej).
Wzniesiony w 1781 jako kaplica szpitalna pod wezwaniem Świętego Ducha.

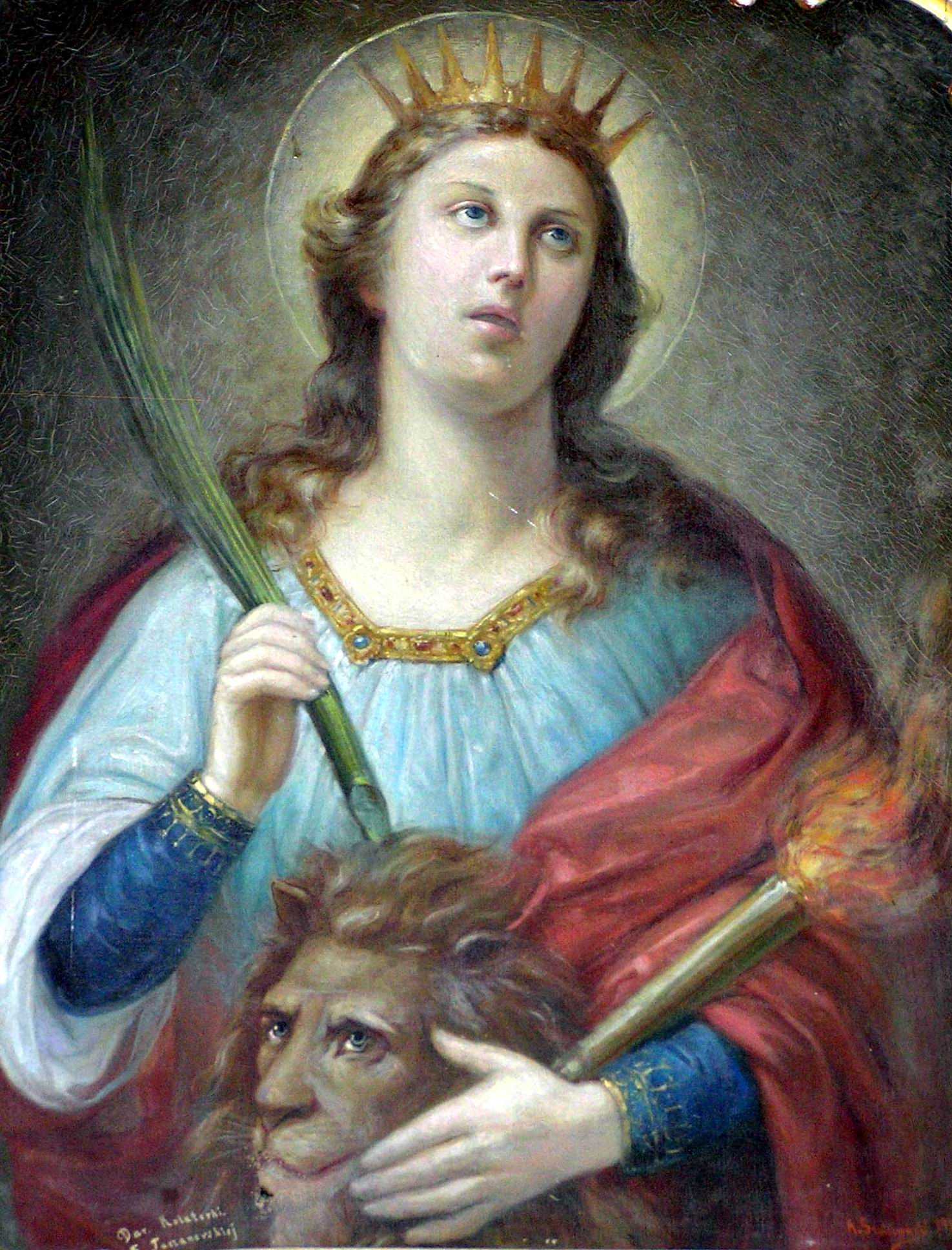
Obraz św. Tekli autorstwa Antoniego Szulczyńskiego

Budowla jest drewniana, jednonawowa, o konstrukcji zrębowej. Świątynia jest orientowana. Jej prezbiterium jest mniejsze w stosunku do nawy, zamknięte trójbocznie. Na zewnętrznej ścianie znajduje się barokowy krucyfiks, z boku jest umieszczona zakrystia. Z przodu nawy znajduje się kruchta. Świątynię nakrywa dach dwukalenicowy, pokryty blachą, na dachu jest umieszczona sześciokątna wieżyczka na sygnaturkę. Jest ona zwieńczona blaszanym dachem hełmowym z latarnią. Wnętrze nakryte jest płaskim stropem. Ołtarz główny i dwa ołtarze boczne w stylu późnobarokowym są ozdobione obrazami pędzla Antoniego Szulczyńskiego powstałymi około 1900. Wykonał on także chrzcielnicę. Ambona reprezentuje styl rokokowy. Krucyfiks pochodzi z drugiej połowy XVIII wieku.